# Roberval (Québec)
Roberval ist eine Stadt (Ville) und Hauptort der MRC Le Domaine-du-Roy der kanadischen Provinz Québec. 
Roberval liegt am Südwestufer des Lac Saint-Jean an der Mündung des Rivière Ouiatchouaniche.
Im Jahr 1956 erhielt Roberval die Stadtrechte.
Die Stadt wurde nach dem französischen Generalleutnant von Neufrankreich Jean-François de La Rocque de Roberval benannt.
2088 war Roberval der Gewinner des Kraft Hockeyville-Wettbewerbs, in der frischrenovierte Eishockey-Arena Centre Sportif Benoit Levesque Arena am 23. September 2008 fand ein Pre-Season Spiel zwischen den Montreal Canadiens und den Buffalo Sabres statt.
Mit einer Einwohnerzahl von 10.046 im Jahr 2016 ist Roberval die drittgrößte Stadt am Lac Saint-Jean nach Alma und Dolbeau-Mistassini. 2006 betrug die Einwohnerzahl 10.544.
In Roberval wurden die Freiwasserweltmeisterschaften 2010 ausgetragen.

## Söhne und Töchter der Stadt
- Benoît Bouchard (* 1940), Politiker
- Régis Labeaume (* 1956), Politiker
- Samuel Girard (* 1998), Eishockeyspieler